# Richard Rojas
Richard José Rojas Guzmán (Cochabamba, 27 febbraio 1975) è un ex calciatore boliviano, di ruolo centrocampista.

## Caratteristiche tecniche
Giocava come centrocampista centrale.

## Carriera

### Club
Rojas debuttò in massima serie boliviana nel corso della stagione 1996, con la maglia del The Strongest di La Paz. Alla sua prima stagione tra i professionisti, il giocatore raccolse 15 gettoni di presenza in prima divisione. Nel 1997 fu ceduto al Chaco Petrolero; vi disputò l'intero campionato, presenziando per 27 volte; nel 1998 tornò al The Strongest, e vi si stabilì come titolare: ottenne, peraltro, un secondo posto nel campionato 1999. Nel 2003 fu mandato al San José di Oruro, con cui giocò con continuità. Nel 2004 rientrò nella società di partenza, ed ebbe l'occasione di vincere il titolo nazionale: conseguentemente debuttò anche in Coppa Libertadores 2004, mentre nel 2005 fece il suo esordio in Copa Sudamericana. Nel 2006 passò all'Aurora, tornando così nella sua città natale Cochabamba. Nel 2008 venne acquistato dal San José, con cui tornò a giocare la Libertadores. Nel 2011 ha firmato per il La Paz.

### Nazionale
Debuttò in Nazionale maggiore il 16 marzo 2000, in occasione dell'incontro amichevole di Maracaibo con il Venezuela. Il 27 marzo 2001 esordì da titolare nelle qualificazioni al campionato del mondo 2002 contro la Colombia a Bogotà. Nel 2001 venne incluso nella lista per la Copa América. In tale competizione, però, non fu mai schierato. Nel 2003 fu impiegato nel corso delle qualificazioni al campionato del mondo 2006. Il 10 settembre 2003 registrò la sua ultima presenza con la Bolivia. Fu anche chiamato per la Copa América 2004, ma non scese mai in campo. Conta 21 presenze in Nazionale.

## Palmarès

### Club

#### Competizioni nazionali
- Campionato boliviano: 1

The Strongest: Clausura 2004